# Serhii Plokhy

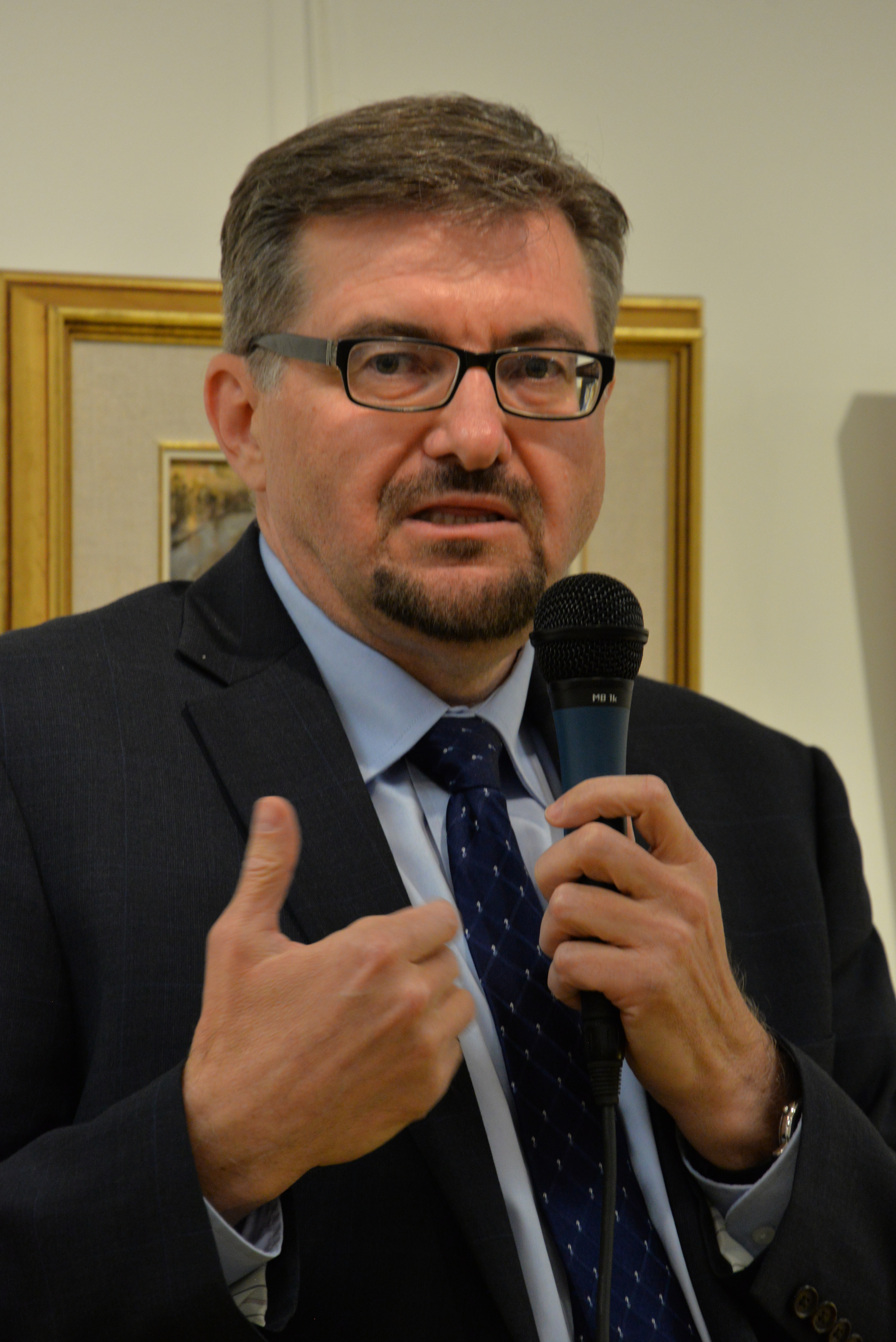
Fotografiado en Toronto en 2015

Serhii Plokhy o Plokhii o Serhíy Mykoláiovych Plojíy (en ucraniano: Сергі́й Миколáйович Плохі́й; Gorki, URSS, 23 de mayo de 1957) es un historiador ucranianoafincado en Estados Unidos, profesor de historia ucraniana en la Universidad de Harvard, autor de varias obras de historia rusa y ucraniana. Así mismo, dirige el Harvard Ukrainian Research Institute dependiente de la Universidad de Harvard. Es miembro del PEN Ucrania.
Es autor de títulos como The Cossacks and Religion in Early Modern Ukraine (2001), Tsars and Cossacks: A Study in Iconography (2002), Religion and nation in modern Ukraine (2003), Unmaking Imperial Russia: Mykhailo Hrushevsky and the Writing of Ukrainian History (2005), The Origins of the Slavic Nations: Premodern Identities in Russia, Ukraine, and Belarus (2006), Ukraine and Russia: Representations of the Past (2008), Yalta: The Price of Peace (2010), The Cossack Myth: History and Nationhood in the Age of Empires (2012), The Last Empire: The Final Days of the Soviet Union (2014) o The Gates of Europe, A History of Ukraine (2015).

## Obras
- Plokhy, Serhii. The Origins of the Slavic Nations. Premodern Identities in Russia, Ukraine, and Belarus. Cambridge University Press, 2006. ISBN 978-0-521-86403-9
- Plokhy, Serhii. The Cossack Myth. History and Nationhood in the Age of Empires. Cambridge University Press, 2012. ISBN 9781107022102
- Plokhy, Serhii. «Lost Kingdom. A History of Russian Nationalism from Ivan the Great to Vladimir Putin». New York: Penguin Press, 2018
- Plokhy, Serhii. «The Gates of Europe: A History of Ukraine». New York: Basic Books, 2015
- Plokhy, Serhii. Las puertas de Europa. Una historia de Ucrania. Traducción de Marta Rebón Rodríguez y Ferran Mateo. Barcelona: Ediciones Península, 2022. ISBN 978-84-1100-103-8
- Plokhy, Serhii. The Russo-Ukrainian War: The Return of History W. W. Norton & Company 2023 ISBN 978-1324051190
- Plokhy, Serhii. La guerra ruso-ucraniana. El retorno de la historia. Traducción de Juanjo Estrella González. Barcelona: Ediciones Península, 2023. ISBN 978-84-1100-206-6